# Terranova amoyensis
Terranova amoyensis is een rondwormensoort uit de familie van de Anisakidae. De wetenschappelijke naam van de soort is voor het eerst geldig gepubliceerd in 2006 door Fang & Luo.